# Earl C. Slipher
Earl Charles Slipher (Mulberry, Indiana, 25 de marzo de 1883-¿?, 7 de agosto de 1964) fue un astrónomo estadounidense, hermano del también astrónomo Vesto Slipher.

## Semblanza
Se incorporó al Observatorio Lowell en 1908, y se convirtió en un astrónomo planetario notorio, especializado en Marte. Publicó la obra Photographic History of Mars (Historia fotográfica de Marte, 1905-1961). Como divulgador científico, en 1957 apareció en el episodio «Mars and Beyond» («Marte y más allá») de la serie de televisión Disneyland, hablando de la posibilidad de la existencia de vida en Marte.
También sirvió como alcalde de Flagstaff, Arizona, de 1918 a 1920, y posteriormente fue miembro de la cámara legisladora del estado de Arizona hasta 1933.

## Eponimia
- El cráter lunar Slipher[1] lleva este nombre en honor de los hermanos Earl y Vesto Slipher.
- El cráter marciano Slipher[2] también conmemora a los dos hermanos.
- Igualmente, el asteroide (1766) Slipher, descubierto el 7 de septiembre de 1962 por el Programa de Asteroides de Indiana fue nombrado así en su honor.[3]